# Giro del Belvedere 2017
Il Giro del Belvedere 2017, settantanovesima edizione della corsa, valido come evento dell'UCI Europe Tour 2017 categoria 1.2U, si svolse il 17 aprile 2017 su un percorso di 166,6 km con partenza ed arrivo da Villa di Villa. Fu vinto dal bielorusso Aljaksandr Rabušėnka che terminò la gara in 3h48'25", alla media di 43,76 km/h, battendo l'australiano Lucas Hamilton e a completare il podio l'italiano Matteo Fabbro.
Accreditati alla partenza 200 ciclisti, dei quali 193 presero il via e soltanto 125 completarono la gara.

## Squadre partecipanti
| N.     | Cod. | Squadra                         |
| ------ | ---- | ------------------------------- |
| 1-5    |      | BMC Development Team            |
| 6-10   |      | Maltinti Lampadari-Banca Camb.  |
| 11-15  |      | Hopplà-Petroli Firenze          |
| 16-20  |      | General Store-Bottoli-Zardini   |
| 21-25  | AHB  | Axeon-Hagens Berman             |
| 26-30  | UNI  | Unieuro Trevigiani-Hemus 1896   |
| 31-35  |      | Croford WGPA Cycling            |
| 36-40  |      | CCN Metalac                     |
| 41-45  |      | Cipollini Iseo Serrature Rime   |
| 46-50  |      | Viris Maserati-Sisal Matchpoint |
| 51-55  |      | Gazprom-Rusvelo U23             |
| 56-60  | AUS  | Selezione australiana           |
| 61-65  |      | Overall Cycling Team            |
| 66-70  | ROG  | Rog-Ljubljana                   |
| 71-75  |      | Cycling Team Friuli             |
| 76-80  |      | Northwave-Cofiloc               |
| 81-85  |      | Futura Team-Rosini              |
| 86-90  | ALD  | Aldro Cycling Team              |
| 91-95  | DDC  | Dimension Data for Qhubeka      |
| 96-100 | RUS  | Selezione russa                 |

| N.      | Cod. | Squadra                         |
| ------- | ---- | ------------------------------- |
| 101-105 |      | Zalf-Euromobil-Désirée-Fior     |
| 106-110 |      | Team Colpack                    |
| 111-115 |      | KK Kranj                        |
| 116-120 | UXT  | Uno-X Hydrogen Dev. Team        |
| 121-125 |      | Lokosphinx-Elite                |
| 126-130 | TGC  | Giant-Castelli                  |
| 131-135 |      | U.S. Fausto Coppi Gazzera Videa |
| 136-140 |      | Gaiaplast-Bibanese              |
| 141-145 |      | Delio Gallina-Colosio-Eurofeed  |
| 146-150 | GBR  | Selezione britannica            |
| 151-155 |      | Cyberteam-V.C. Breganze         |
| 156-160 |      | Team Pala Fenice                |
| 161-165 |      | Equipe Exploit-Goomah Racing B. |
| 166-170 | BHS  | BHS Almeborg Bornholm           |
| 171-175 |      | Team Guerciotti-Redondela       |
| 176-180 |      | Vejus-TMF-Cicli Magnum          |
| 181-185 |      | Cyclingteam Valcavasia          |
| 186-190 |      | V.C. Mendrisio-PL Valli         |
| 191-195 |      | V.C. Cremonese-Guerciotti       |
| 196-200 |      | GFDD Altopack                   |

## Ordine d'arrivo (Top 10)
| Pos. | Corridore            | Squadra    | Tempo    |
| ---- | -------------------- | ---------- | -------- |
| 1    | Aljaksandr Rabušėnka | Pala F.    | 3h48'25" |
| 2    | Lucas Hamilton       | Australia  | s.t.     |
| 3    | Matteo Fabbro        | CT Friuli  | a 4"     |
| 4    | Daniel Savini        | Maltinti   | a 17"    |
| 5    | Adrien Costa         | Axeon      | s.t.     |
| 6    | Neilson Powless      | Axeon      | a 23"    |
| 7    | Giacomo Zilio        | Zalf       | a 30"    |
| 8    | Michael Storer       | Australia  | s.t.     |
| 9    | Francesco Romano     | Pala F.    | s.t.     |
| 10   | Tadej Pogačar        | Rog-Ljubl. | s.t.     |